# غاد شامغاد
غاد شامغاد (بالإنجليزية: God Shammgod)‏ مواليد 29 أبريل 1976 في نيويورك، هو لاعب كرة سلة أمريكي سابق. تم اختياره من قبل فريق واشنطن ويزاردز خلال الدرافت. حمل الرقم 2. يبلغ طوله 6 قدم 0 بوصة (1.8 م).

## المسيرة الاحترافية
لعب مع واشنطن ويزاردز من سنة 1997 إلى 1999، ثم لعب مع نادي الاتحاد السعودي لكرة السلة من سنة 2002 إلى 2005، ثم لعب مع شانشي بريف دراجونز في الدوري الصيني في موسم 2006–2007.

## روابط خارجية
- غاد شامغاد على موقع إن بي أي (الإنجليزية)
- غاد شامغاد على موقع سبورتس رفرنس (الإنجليزية)
- غاد شامغاد على موقع كرة السلة الأوروبية.كوم (الإنجليزية)
- غاد شامغاد على موقع كلية كرة السلة في سبورتس رفرنس.كوم (الإنجليزية)
- غاد شامغاد على موقع ريلجم (الإنجليزية)
- غاد شامغاد على موقع بروبوليرز (الإنجليزية)
- غاد شامغاد على موقع سبورتس رفرنس (الإنجليزية)